# Рябчик горный
Рябчик горный (лат. Fritillaria montana) — вид травянистых растений рода Рябчик (Fritillaria) семейства Лилейные (Liliaceae).

## Описание
Многолетнее травянистое растение, геофит, эфемероид, 20—55 см высотой. Клубнелуковица шаровидная, до 2 см в диаметре. Стебель прямой, голый. Листья линейно-ланцетные или ланцетные, слабо желобчатые; верхние три листа сближены под цветком (прицветный — стоит прямо кверху), остальные очередные или сближены по два, закрученные, 7—13 см длиной, 3—10 мм шириной.
Цветки одиночные (редко по 2), поникающие. Околоцветник ширококолокольчатый, коричнево-пурпурный или тёмно-красный, внутри желтоватый с шахматным рисунком; доли — эллиптические, 18—26 мм длиной, 8—12 мм шириной, наружные более узкие. Столбик почти до середины трёхраздельный. Плод — обратнояйцевидная коробочка, сверху притупленная, у основания суженная в короткую ножку.
Цветение в апреле—мае, плодоношение в мае—июле. Размножается семенами и вегетативно (луковицами-детками и столоновидными корневищами).

## Распространение
Встречается в Европе (Франция, Италия, Словения, Хорватия, Босния и Герцеговина, Черногория, Албания, Греция, Македония, Косово, Сербия, Болгария, Румыния, Молдавия и Украина).Казахстан

## Синонимы
- Fritillaria caussolensis Goaty & Pons ex Ardoino (1867)
- Fritillaria degeniana J.Wagner (1906)
- Fritillaria gawleri Jaub. & Spach (1857)
- Fritillaria intermedia N.Terracc. (1896)
- Fritillaria liburnica B.Lengyel (1936)
- Fritillaria orsiniana Parl. (1857)
- Fritillaria pollinensis N.Terracc. (1896)
- Fritillaria pyrenaica var. multiflora Ker Gawl. (1803)
- Fritillaria tenella var. coussolensis Goaty & Pons ex Nyman (1882), nom. nud.
- Fritillaria tenella var. intermedia (N.Terracc.) Fiori (1923)
- Fritillaria tenella var. micrantha Beck ex Fiori & Paol. (1909)
- Fritillaria tenella subsp. orsiniana (Parl.) Nyman (1882)
- Fritillaria tenella var. orsiniana (Parl.) Fiori (1923)
- Fritillaria tenella var. pollinensis (N.Terracc.) Fiori (1923)